# Gruppterapi
Med gruppterapi avses vanligen psykoterapeutisk behandling som sker i grupp. Gruppen består av ett antal patienter och en eller flera terapeuter. Fördelar som brukar anges med att bedriva terapi i grupp är dels att patienterna ska kunna utbyta erfarenheter med andra med samma eller liknande problematik som de själva och att terapiformen är billigare, eftersom en terapeut kan ha flera klienter samtidigt. En nackdel som anges är farhågan att det i vissa fall kan upplevas besvärligt för en patient att diskutera känsliga problem inför andra, och att terapin därför skulle vara olämplig i vissa fall.